# 大ハシ正ヤ
大ハシ 正ヤ（おおはし まさや　1977年3月31日 - ）は、日本の漫画家。愛知県出身で現在は東京都在住。

## 略歴
- 1992年　愛知県立東浦高等学校在学中にお笑いユニット「こけし達」を結成、現在も参加中である。
- 2005年　講談社主催の第18回MANGA OPENでさだやす圭賞を受賞し、週刊モーニング（講談社）に「もう、俺ハエでいいや」でデビューした。

## 作品
- もう、俺ハエでいいや（2005年-2009年、週刊モーニング、講談社）
- 大ハシ正ヤのちょっと一言いいですか？（TOKYO1週間、講談社）
- ご隠居 関口和之のホラリスト養成講座（イラスト部門担当、週刊現代、講談社）
- 猫本（2006年、講談社）
- 猫本2（2008年、講談社）
- 月刊 大ハシ正ヤ（2009年10月号 - 2014年7月号、月刊!スピリッツ、小学館）

その他に『SPA!』、『\enSPA!』（扶桑社）、『KING』（講談社）、『漫画実話ナックルズ』（ミリオン出版）、『ビッグコミックスピリッツ』、同増刊（小学館）にイラストやネタが掲載された。